# Nototeredo norvagica
Nototeredo norvagica is een tweekleppigensoort uit de familie van de Teredinidae. De wetenschappelijke naam van de soort is voor het eerst geldig gepubliceerd in 1792 door Spengler.